# 家長教師聯誼會
家長教師聯誼會（Parent-Teacher Association，或譯“家長教師聯合會”、“家長教師協會”、“家長教師會”、“家教協會”）是由家長、教師和其他的學校工作人員組成的正式組織，旨在促進家長參與到學校的教育工作中來。一般在日本、美國、英國及马来西亚等國家中常見該組織，該組織有時也名為“家長教師學生聯誼會”（Parent-Teacher-Student Association）。

## 美國的家長教師聯誼會
在美國，使用家長教師聯誼會英文縮寫的組織是全美家長教師聯誼會（National Parent Teacher Association）。這是一個非營利性組織，原總部位於芝加哥市，后搬遷至弗吉尼亚州的亞歷山大市。全美家長教師聯誼會前身是1897年2月17日成立於華盛頓特區的“全國母親代表大會”（National Congress of Mothers）。這是由愛麗絲·麥克萊倫·伯尼和菲比·阿珀爾森·赫斯特發起，共有2000余名家長、教師、工人和法律工作者參與的會議。 1908年，該組織改名為“全國母親代表大會與家長教師聯合會”（National Congress of Mothers and Parent-Teacher Associations）。
大多數美國公立學校或私立八年制學校（即包含初中與小學的學校）都有家長教師聯誼會、家長教師組織或其他相似的本地組織。這些組織也偶爾會在幼兒園或高中建立，但是很不常見。每一個自願加入當地家長教師聯誼會的成員也將自動獲得所在州家長教師聯誼會和全美家長教師聯誼會的成員資格。全美家長教師聯誼會的下屬會員組織及會員個人的數量已經呈現十年的下降趨勢，該組織在20世紀60年代的時候公佈其擁有1200萬會員，而今天這個數字已經下降為520萬。
2009年6月28日，查克·塞勒斯（Chuck Saylors）成為這個擁有113年歷史的機構的第一位男性主席。據塞勒斯自己承認，家長教師聯誼會幾乎是一個全女性的組織，大約只有10%的成員是男性。
那些與家長教師聯誼會做著類似工作但是卻與全美家長教師聯誼會無關聯關係的地方機構一般被稱為“家長教師組織”。在美國，只有25%的家長團體從屬於全美家長教師聯誼會，其餘都是獨立存在的。而全美家長教師聯誼會在美國全國擁有23萬個地方組織。

## 英國的家長教師聯誼會
家長教師聯誼會在英國是相當常見的，大部分學校都成立了該組織，有時會名為“家庭學校聯合會”（Home School Associations）。一份英國國家教育研究基金會的調查報告《家長如何參與學校日常工作？2007年年度教育趨勢調查》中指出，英國83%的小學和60%的中學都設有“家長教師聯誼會或類似組織”。 英格蘭、威爾士及北愛爾蘭地區的本地家長教師聯誼會可以選擇加入全英家長教師聯誼會。 全英家長教師聯誼會宣稱其為“代表英格蘭、威爾士和北愛爾蘭超過13,750個家長教師聯誼會利益的全國性慈善組織”，同時也宣佈其宗旨是“通過鼓勵家長、學校、教育主管機構、中央政府及其他有關各方及機構的互動來促進教育的發展”。與美國不同的是，在英國自稱為家長教師聯誼會的地方機構不一定與全英家長教師聯誼會有從屬關係。作為一個特例，蘇格蘭的類似組織被稱為“蘇格蘭家長教師協會”（The Scottish Parent Teacher Council）。 家長教師聯誼會一般不參與學校的日常管理，尤其是學校管理層的相關事務，但是那些在家長教師聯誼會中比較活躍的父母會要求選舉“家長代表”去參與學校的管理工作。

## 相似條目
- 澳大利亞家長與公民聯合會（英语：Parents and Citizens）
- 家長教師組織（英语：Parent Teacher Organization）

## 外部連結
- 英國家長教師聯誼會官網（页面存档备份，存于）（英文）
- 全美家長教師聯誼會官網（页面存档备份，存于）（英文）